# Schalkauer Plateau
Das Schalkauer Plateau ist ein Naturraum an der südwestlichen Abdachung des Thüringer Schiefergebirges bei Schalkau in Südthüringen, zu kleineren Teilen auch in Oberfranken, Bayern. Es liegt etwa im Städtedreieck Eisfeld–Sonneberg–Neustadt bei Coburg.

## Geomorphologie und Geologie
Die Kernlandschaft des Schalkauer Plateaus stellt ein kleines, sich unmittelbar südwestlich an das Thüringer Schiefergebirge anschließendes Muschelkalkplateau dar, das von der Itz und ihren Nebenflüssen Grümpen und Effelder in Nord-Süd-Richtung zerschnitten wird. Nach Südosten geht der Muschelkalk in Buntsandstein über, im Westen, am Berg Der Grieß, unmittelbar in die noch älteren Gesteine des Rotliegend. Bedingt durch die Gesteinsübergänge stellt die Gesamtlandschaft eines der interessantesten Karstgebiete zwischen Rennsteig und Main dar. 
Die Hochlagen des Plateaus liegen im Norden auf 500–531 m ü. NHN, südwestlich Schalkaus gehen sie noch höher und erreichen am Grieß 566 m ü. NHN. Die Hochlagen sind bewaldet.

### Fortsetzungen und Zeugenberge
Das Kernplateau und seine Ausläufer in Buntsandstein und Rotliegendem werden nach Nordwesten durch den Oberlauf der Werra, nach Südosten durch die Röden begrenzt. Jenseits nordwestlich des Werratals setzt sich jedoch die, zunächst flachwellig bleibende Muschelkalkformation bis zum 577 m ü. NHN hohen Solaberg westlich von Poppenwind fort. Südöstlich der Röden wird der am Rödental unterbrochene Buntsandstein des südöstlichen Plateaus durch den 516 m ü. NHN hohen Zeugenberg Muppberg inselartig fortgesetzt.

### Zuordnung nach TLUG
Das Thüringer Landesanstalt für Umwelt und Geologie (TLUG) grenzt in seiner innerthüringischen Gliederung Die Naturräume Thüringens das Plateau unter dem Namen „Schalkauer Thüringer Wald-Vorland“ nach Nordwesten etwas großzügiger ab und zählt die Muschelkalkgebiete rechts der Werra bis zum Solaberg hinzu. Hierdurch kommt allein innerhalb Thüringens eine Fläche von 129 km² zusammen.

## Schutzgebiete und Sehenswürdigkeiten
Entlang der ehemaligen Landesgrenze der BRD zur DDR befinden sich diverse kleinere Naturschutzgebiete (NSG). Saure Böden prägen das schmale, nach Südosten verlaufende NSG Görsdorfer Heide südöstlich von Eisfeld, das nach Westen in die Naturschutzgebiete Magerrasen bei Emstadt und Itzaue, Itztal und Effeldertal bei Weißenbrunn vorm Wald und Effeldertal übergeht.
Unmittelbar an der nördlichen Nahtstelle zum Thüringer Schiefergebirge liegt die Bleßberghöhle.